# Juan Carlos Abadía
Juan Carlos Abadía Campo (Cali, 12 de febrero de 1979) es un político colombiano. 
Luego de ser diputado del Valle del Cauca y concejal de Cali, fue elegido en 2007 como gobernador del Valle del Cauca.
Su mandato empezó 1 de enero de 2008 y terminó prematuramente el 5 de mayo de 2010 cuando fue destituido por la Procuraduría por participación en política e inhabilitado por diez años para ejercer cargos públicos, sentencia que fue ratificada el 25 de mayo de 2010.Abadía fue restituido temporalmente en su cargo el 25 de junio de 2010 por un fallo de tutela pero fue destituido definitivamente el 28 de julio de 2010.
En febrero de 2024, Juan Carlos Abadía fue condenado por la Corte Suprema de Justicia a 21 años y 7 meses de prisión por los delitos de contrato sin cumplimiento de requisitos legales y peculado por apropiación a favor de terceros agravado por la cuantía.

## Biografía
Hijo de Helmer Colombia Campo (fallecida) y Carlos Herney Abadía Campo; su padre fue un senador, vinculado al escándalo del Proceso 8000 y condenado por enriquecimiento ilícito.
Empezó el bachillerato en el colegio Liceo de los Andes de Buga y lo terminó en el Colegio Patria en Bogotá. Estudió Administración de Empresas en la Universidad Santiago de Cali y se especializó en Derecho Administrativo en la Universidad Libre de Colombia, en su sede de Cali.

### Trayectoria política
En 2000 Abadía fue impulsado por el grupo político de su padre como candidato a la Asamblea Departamental, siendo elegido para el periodo 2001-2003. Hizo parte de la comisión presupuestal de la entidad y llegó a ser presidente de la asamblea; Abadía se salvó de ser secuestrado junto a sus compañeros diputados gracias a que llegó 5 minutos más tarde a la sede de la asamblea. En 2003 fue elegido concejal de Cali, haciendo parte de la comisión presupuestal y ejerciendo como presidente de esta entidad municipal.

### Elección Gobernación del Valle
Para las elecciones de 2007 Abadía anunció inicialmente su candidatura a la Alcaldía de Cali, pero decidió desistir de su postulación ya que en las encuestas no lograba posicionarse frente a Francisco José Lloreda y Jorge Iván Ospina; en cambio, aprovechando la falta de un líder claro en la carrera por la Gobernación del Valle del Cauca, Abadía se presentó como candidato a este cargo, contando con el completo apoyo del cuestionado y polémico senador Juan Carlos Martínez Sinisterra, también heredero político de su padre. Para las elecciones del 28 de octubre se inscribió por un movimiento independiente respaldado por firmas ciudadanas, llamado Por un Valle Seguro; gracias a un impresionante músculo financiero y a una propuesta basada en la seguridad, Abadía fue elegido Gobernador al obtener 660.174 votos, logrando un 47,98% de los electores; sus más cercanos contendientes fueron el conservador Francisco Javier Murgueitio (8,54%) y el candidtao de Alas Equipo Colombia Alejandro de Lima (7,81%).

## Controversias

### Presupuesto de la CVC
Una de sus primeras acciones como gobernador fue utilizar 38.000 millones de pesos (alrededor de 19 millones de dólares) de la Corporación Autónoma Regional del Valle del Cauca (Más conocida como CVC), para ejecutar contratos varios de dudoso objetivo. La motivación que trascendió fue que dicho dinero se utilizó para pagar compromisos adquiridos en su campaña a la gobernación.

### Vigencias Futuras del Departamento
Abadía presentó ante la asamblea departamental un proyecto que comprometía por doce años los ingresos de la entidad, para financiar obras varias de infraestructura en el departamento por un valor de 650.000 millones de pesos (cerca de 325 millones de dólares). Dicho proyecto fue aprobado por la asamblea de manera excepcionalmente rápida, a pesar de las implicaciones presupuestales de dejar al departamento sin liquidez por doce años. Uno de los pocos diputados en estar en desacuerdo fue Cristian Garcés, quien manifestó que la aprobación de esas vigencias futuras se realizó con un inusitado afán para un proyecto que requería tanto estudio, y se comprometió innecesariamente la viabilidad financiera del municipio por doce años

### XVIII Juegos Nacionales
Abadía no ha ocultado sus deseos de ser presidente, y para ello ha utilizado a la ciudad de Cali como plataforma para tener visibilidad. Es por esto que durante su gestión ha adelantado un intenso y cuestionado despliegue publicitario de sí mismo y de su administración, el cual se hizo más evidente en los XVIII Juegos Deportivos Nacionales, cuando ejecutó un presupuesto de 2.251.000.000 de pesos del fondo de promoción del deporte para publicidad exterior donde aparecía él en primer plano y detrás los medallistas olímpicos del Valle del Cauca. El presidente del Polo Democrático Alternativo en Cali, Alejandro Ocampo, criticó en su momento que el gobernador “prefiera gastarse más de 2.000 millones en unas vallas, que apoyar a los deportistas con implementos para competencias y entrenamientos”.

### Auto-publicidad en medios de comunicación
Desde el inicio de su gestión hasta la mitad del año 2009, sus gastos en publicidad fueron de 9.683 millones de pesos (Más de cinco millones de dólares) en pautas en medios de comunicación regionales y nacionales, las cuales son presentadas como "Información Institucional" y donde da cuenta de su gestión haciendo un evidente énfasis en su nombre. Además, la forma de contratación de estas pautas ha sido cuestionada por la Contraloría Departamental, debido a que se ha usado un contrato interinstitucional a través de la Empresa de Recursos Tecnológicos del Valle (ERT, entidad oficial) para la contratación de dichas pautas. Así mismo, ha utilizado estos mismos medios de comunicación para contravenir a otros dirigentes, como el alcalde de Cali, Jorge Iván Ospina y el diputado del valle Cristian Garcés. Por todas estas irregularidades, la Contraloría y la Procuraduría abrieron investigación.

### Partido ADN
Durante los actos de cierre de la 52.ª Feria de Cali y usando como escenario la Plaza de toros Cañaveralejo, organizó un millonario espectáculo de fuegos artificiales pagados por la Gobernación del Valle con el pretexto de decorar las celebraciones. Sin embargo, durante dicho espectáculo, hizo el lanzamiento de su nuevo partido político, ADN ante los 30.000 espectadores de la plaza de toros. Igualmente, en el marco del denominado Superconcierto, Llenó el Estadio Pascual Guerrero de vallas y pendones de su nuevo partido. Aunque el alcalde Jorge Iván Ospina ordenó desmontar dichos anuncios, no pudo evitar que el animador del concierto agradeciera constantemente al gobernador Abadía y su nuevo partido ADN por el concierto.

### Licitación en Telepacífico
En febrero del año 2010, el canal regional Telepacífico, de propiedad de la Gobernación del Valle, adelantó una licitación para adjudicar la franja horaria de las 13:00, donde por 20 años se ha emitido el Noticiero 90 Minutos. Se presentaron cuatro proponentes, entre ellos el actual concesionario, dos concesionarios más que tenían otra franja horaria y una unión temporal recién creada llamada 'Occinoticias' de la cual lo único conocido públicamente es que sus socios son una empresa distribuidora de licores y una programadora local. El 23 de febrero se conoció el resultado de la evaluación a los proponentes, con la noticia que el proponente más nuevo (Occinoticias) había obtenido el mayor puntaje, lo que le daría derecho a la licitación de la franja horaria asignada antes a 90 Minutos. Lo que le ha dado trascendencia al hecho ha sido la cercanía de esta empresa con el gobernador y la Industria de Licores del Valle, la cual también es una empresa de la gobernación, con el agravante que la junta directiva de Telepacífico son empleados de la gobernación y que días antes de la licitación, cambiaron a la gerente del canal por el jefe de prensa de la gobernación.
Diferentes columnistas, medios de comunicación y personalidades se pronunciaron una vez se conoció el resultado de la licitación, aseverando que el gobernador había incidido en la licitación, acomodando el puntaje para que ganara Occinoticias, así como con señalamientos que el resultado desfavorable a 90 minutos, era un 'castigo' a la imparcialidad del noticiero frente a las noticias de la región, que no favorecían a la gobernación. Después de tanta controversia generada por esto, y ante la imposibilidad de defender la transparencia del proceso, la adjudicación a 'Occinoticias' fue revocada y se preparan de nuevo los pliegos para hacer una nueva licitación.

## Destitución
La Procuraduría General de la Nación le inició un proceso disciplinario por haber reunido a los alcaldes del Valle del Cauca para favorecer al entonces Precandidato a la Presidencia de Colombia Andrés Felipe Arias; así lo dio a conocer el diario El Tiempo. Los hechos se relacionan con la reunión que promovió el Mandatario seccional en el criadero La Leyenda, del corregimiento de Rozo, jurisdicción de Palmira, el 20 de febrero de 2010 y a la que asistieron, además de 21 alcaldes, el entonces precandidato a la consulta conservadora Andrés Felipe Arias.
El fallo, leído el 5 de mayo de 2010 en audiencia pública en Bogotá por la presidenta de la Comisión Nacional de Control y Asuntos Electorales, María Eugenia Carreño, dice que Abadía “instrumentalizó su cargo y utilizó su investidura para participar en política”, pues “su conducta permisiva se constituyó en abuso de poder y desvío del mismo”.
Abadía apeló el fallo y veinte días después, el martes 25 de mayo de 2010, La Procuraduría General de la Nación ratificó, en segunda instancia, la destitución de Juan Carlos Abadía como Gobernador del Valle y la inhabilidad para ejercer cargos públicos durante diez años, por indebida participación en política.
Durante el proceso de juicio y fallo de primera y segunda instancia, Abadía pidió vacaciones, dejando encargado a Raimundo Tello, asesor jurídico de la gobernación.
Tras quedar en firme la destitución, del gobierno nacional encargó a Víctor Manuel Salcedo, exsecretario de gobierno de Abadía para reemplazarlo mientras se convocaba a elecciones. Sin embargo, Abadía acudió al Consejo Seccional de la Judicatura del Valle del Cauca, mediante el mecanismo de acción de tutela para pedir su restitución. Dicho fallo en primera instancia le dio la razón, no sin antes desatar una aguda polémica por la competencia de dicho organismo para revocar una decisión de la Procuraduría. Como en la acción de tutela se buscaba la restitución como medida cautelar, Abadía ocupó nuevamente el cargo a partir del 23 de junio de 2010.
Posteriormente, el Consejo Superior de la Judicatura reversó el fallo de la seccional, dejando en firme la sanción de la procuraduría y abriendo investigación contra los magistrados que promovieron el fallo inicial por presunto prevaricato. Abadía alcanzó a estar en el poder nuevamente por poco menos de un mes y medio, lapso en el cual firmó una gran cantidad de contratos por un monto indeterminado. El 7 de agosto de 2010, el gobierno designó a Francisco Lourido, reconocido empresario regional, como gobernador encargado hasta el mes de enero de 2011, cuando se realicen elecciones atípicas para elegir nuevo gobernador, ya que el gobierno nacional tuvo que elevar diferentes consultas a raíz de las trabas y argucias legales empleadas por Abadía, para retrasar el fallo definitivo, buscando que no se convocara a elecciones.